# Abbenans
Abbenans je francouzská obec, která se nachází v departementu Doubs, v regionu Burgundsko-Franche-Comté. Obec má rozlohu 11,17 km². V obci žije asi 350 obyvatel. Hustota zalidnění je 31,42 obyv./km². Od roku 2014 je starostou obce Victor Zuan.
Nejvyšší bod obce je položený 447 m n. m. a nejnižší bod 270 m n. m.

## Obyvatelstvo

Vývoj počtu obyvatel dle let